# Dominica ved sommer-OL 2024
Dominica deltog i sommer-OL 2024 i Paris, Frankrig i perioden 26. juli til 11. august 2024.
Trespringsatleten Thea LaFond blev den første atlet til at vinde en olympisk medalje til Dominica, da hun vandt guld i trespring den 3. august 2024.

## Medaljer
| 2024 Paris | Guld | Sølv | Bronze | Total |
| Dominica   | 1    | 0    | 0      | 1     |

### Medaljevinderne
| Dominica under sommer-OL 2024 i Paris | Dominica under sommer-OL 2024 i Paris | Dominica under sommer-OL 2024 i Paris | Dominica under sommer-OL 2024 i Paris | Dominica under sommer-OL 2024 i Paris |
| Medalje                               | Navn                                  | Sport                                 | Event                                 | Dato                                  |
| ------------------------------------- | ------------------------------------- | ------------------------------------- | ------------------------------------- | ------------------------------------- |
| Guld                                  | Thea LaFond                           | Atletik                               | Damernes trespring                    | 3. august                             |